# Hradčany (Pomezí nad Ohří)
Hradčany, 1945–1948 Rotsam, (deutsch Rathsam) ist eine Wüstung in Tschechien. Sie liegt neun Kilometer westlich von Cheb auf dem Gebiet der Gemeinde Pomezí nad Ohří im Okres Cheb.

## Geographie
Hradčany befand sich unmittelbar an der deutsch-tschechischen Grenze im Egerbecken. Das Dorf lag unterhalb der Einmündung des Pomezní potok/Grenzbach an einer Flussschleife am rechten Ufer der Röslau/Reslava. Gegen Nordosten erstreckt sich das mit dem Stausee Skalka geflutete Egertal. Südöstlich erheben sich die U Bažantnice (568 m) und der Výhledy (656 m). Südlich verlaufen die Bahnstrecke Nürnberg–Cheb und die Straße I/6/E 48 von Cheb nach Schirnding, dahinter liegt der Pomezní rybník/Scheitelteich. 
Nachbarorte waren Dobrošov und Pomezná im Norden, Komorní Dvůr und Klest im Nordosten, Bříza und Pomezí nad Ohří im Osten, Dolní Hraničná, Horní Hraničná und Pechtnersreuth im Südosten, Seedorf im Süden, Schirnding im Südwesten, Raithenbach im Westen sowie Hohenberg an der Eger, Fischern und Rybáře im Nordwesten.

## Geschichte
Das Dorf gehörte zu den ältesten Kolonisationssiedlungen des Egerlandes und wurde im Jahre 1242 unter dem Namen Ratsheim erstmals urkundlich erwähnt. Bei der Verpfändung der Reichsstadt Eger durch den Römisch-deutschen König Ludwig der Bayer an den böhmischen König Johann von Luxemburg im Jahre 1322 wurde Ratsheim als Teil des Egerers Reichspfandes aufgeführt. Das Reichspfand wurde nie eingelöst und verblieb bei Böhmen. Später wechselten sich verschiedene Adelsgeschlechter als Besitzer von Ratsam ab. Im Jahre 1395 bestand das Dorf aus zwölf Bauernwirtschaften. 1424 gab es in Ratsam drei Großbauernhöfe, vier Mittelbauern sowie fünf Kleinbauern. 1462 wurde das Dorf während des Bayerischen Krieges und 1526 erneut von durchziehenden Truppen niedergebrannt. 1499 war das Dorf der Burg Hohenberg untertänig.
Während des Dreißigjährigen Krieges wurde Ratsam 1635 erneut niedergebrannt und zwanzig Jahre später wiederaufgebaut. Die Herren von Notthafft reichten Ratsam zu Beginn des 18. Jahrhunderts als Afterlehen an verschiedene Besitzer weiter.  Am 3. Oktober 1779 besuchte Kaiser Joseph II. bei seiner Inspektion der Festung Eger auch das Grenzdorf Rathsam.
Nach der Aufhebung der Patrimonialherrschaften bildete Rathsam ab 1850 einen Ortsteil der Gemeinde Mühlbach im Bezirk und Gerichtsbezirk Eger. Zu dieser Zeit bestand das Dorf aus 15 Anwesen und hatte 96 Einwohner. Pfarrort war Mühlbach. In der Mitte des 19. Jahrhunderts teuften einige Bauern Kohlenschächte, deren Betrieb jedoch bald wieder wegen Unrentabilität eingestellt wurde. Der Ort blieb landwirtschaftlich geprägt, außer den bäuerlichen Wirtschaften bestanden im Jahre 1900 mit einem Krämer, einem Gastwirt und einem Tabakhändler lediglich drei Unternehmen. Im selben Jahre erfolgte der Bau der Egerbrücke bei Markhausen, über Rathsam entstand eine Straßenverbindung von Markhausen zur südlich des Dorfes verlaufenden Kaiserstraße zwischen Eger und Nürnberg. 1920 wurde Rathsam Teil der neu gebildeten Gemeinde Markhausen; das Dorf bestand zu dieser Zeit aus 16 Häusern mit 81 Einwohnern. Ab 1931 wurde Rathsam durch das Elektrizitätswerk in der Markhausener Mühle mit Strom versorgt. Im selben Jahre entstand südlich von Rathsam an der Fernstraße vor der deutschen Grenze ein Gasthof. Nach dem Münchner Abkommen wurde das Dorf 1938 dem Deutschen Reich zugeschlagen und gehörte bis 1945 zum Landkreis Eger. Nach dem Ende des Zweiten Weltkriegs kam Rathsam zur Tschechoslowakei zurück und wurde 1945 in Rotsam umbenannt; die deutschsprachige Bevölkerung wurde vertrieben. Im Jahre 1948 erfolgte eine erneute Umbenennung in Hradčany. 1949 wurde Hradčany wegen seiner unmittelbaren Grenznähe aufgelöst und danach dem Erdboden gleichgemacht. Die Fluren des erloschenen Dorfes wurden der Gemeinde Pomezí nad Ohří zugeordnet.
Heute befindet sich an der Stelle des erloschenen Dorfes Wiesenland. An der Unterführung der ehemaligen Zufahrtsstraße unter dem Viadukt der Bahnstrecke Nürnberg–Cheb über den Pomezní potok erinnert eine Informationstafel an das erloschene Dorf. Die Mäanderlandschaft der Reslava nördlich von Rathsam bis zur Einmündung in die Eger ist als Naturreservat Rathsam geschützt.